# دالابوشکی
دالابوشکی (به لهستانی:  Dalabuszki) یک روستا در لهستان است که در گمینا گوستنگ واقع شده‌است. دالابوشکی ۲۰۰ نفر جمعیت دارد.